# St. Jürgen vor Stettin

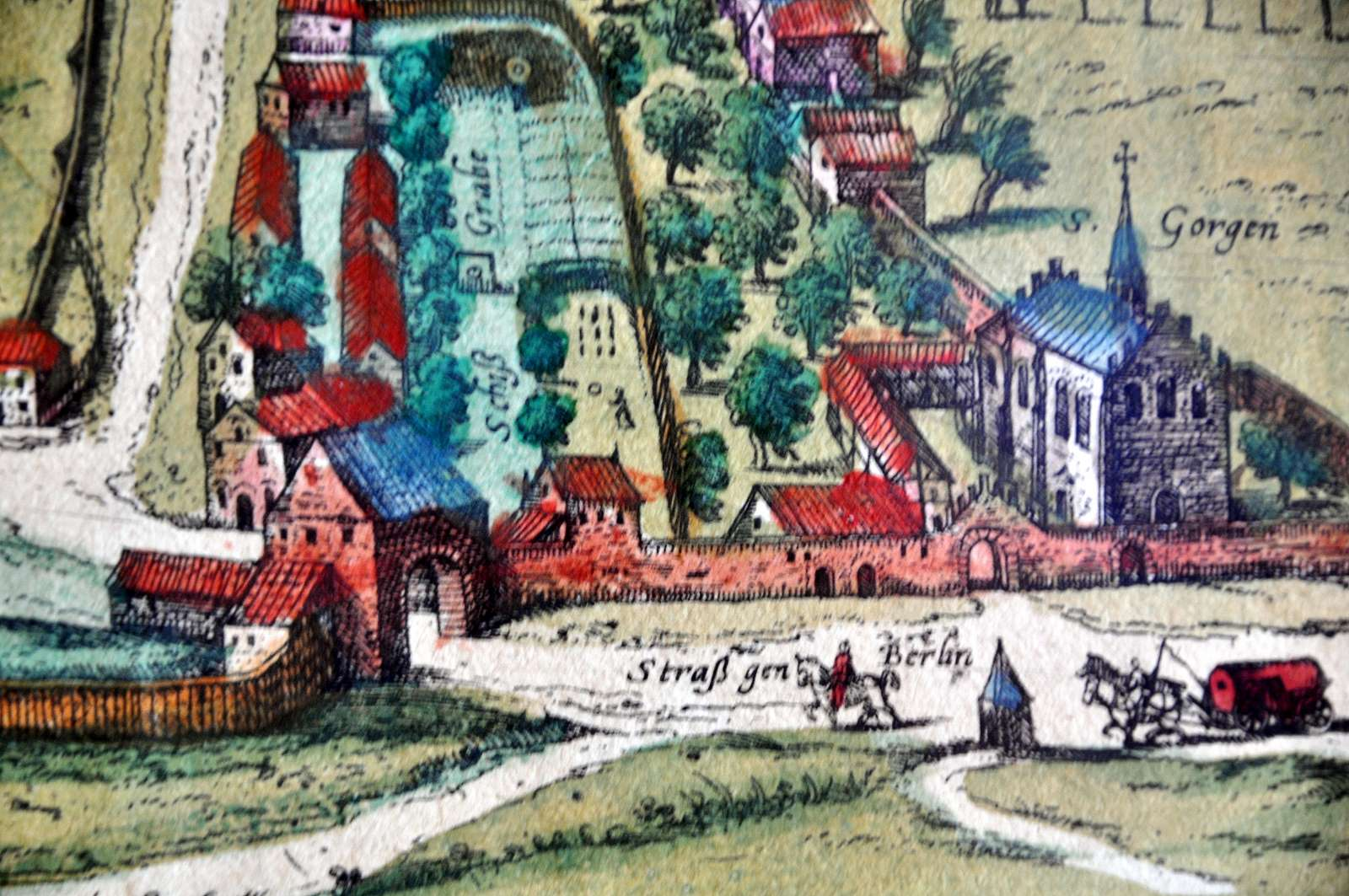
Stettin 1588, S. Gorgen vor dem Passower Tor

St. Jürgen (lateinisch Sanctus Georgius) war ein Hospital bei Stettin.

## Lage

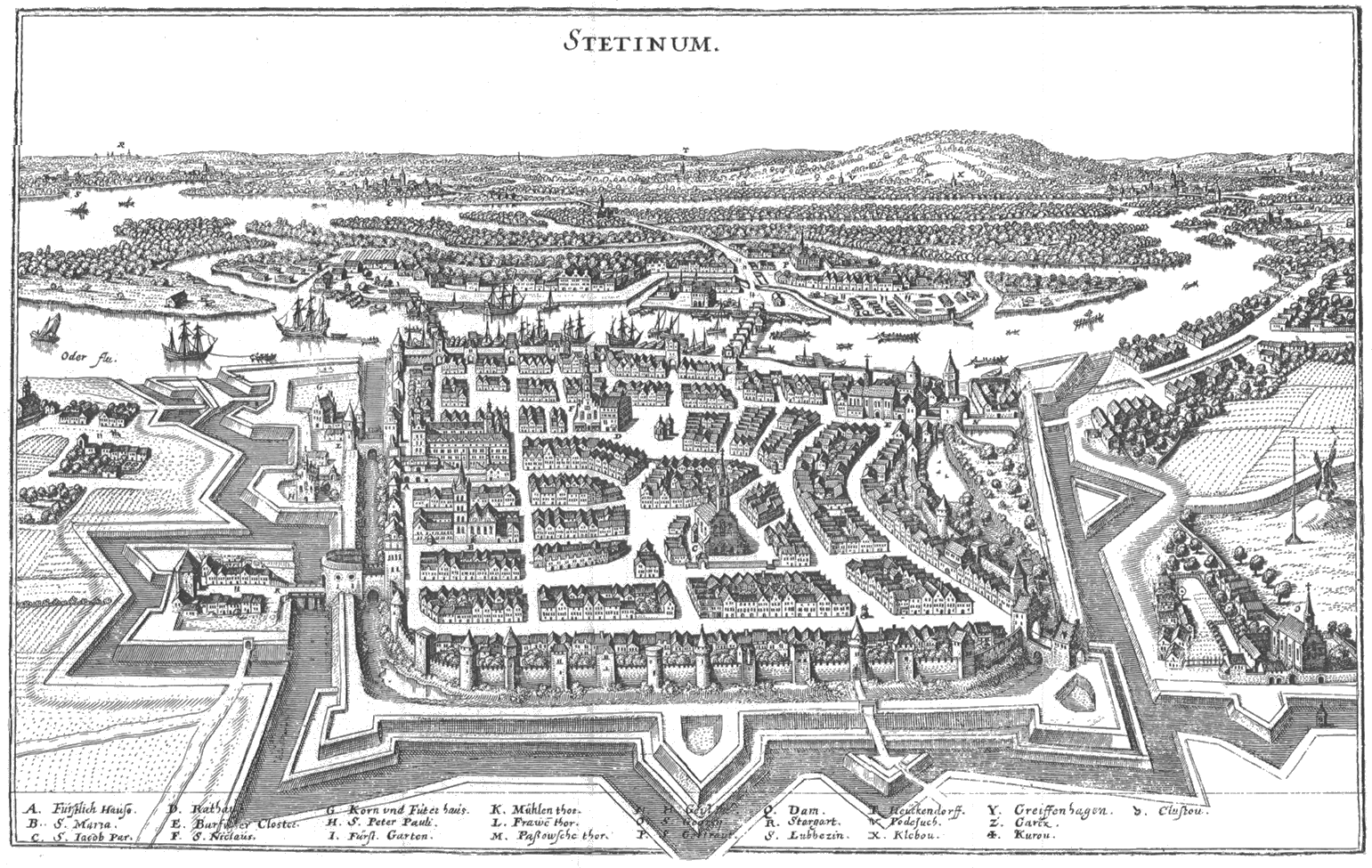
Stettin, ium 1640, S. Georgi (O) ganz rechts

Das Hospital lag vor dem Passauer Tor an der zentralen Handelsstraße nach Südwesten. Im 18. Jahrhundert war noch der Pest-Friedhof erhalten.
Heute befindet sich dort etwa der Stefan-Batory-Platz, sowie die westlich daran anschließenden Straßen 3 maja, usw. Die genaue Lage der Kapelle und der Gebäude konnte bisher nicht ermittelt werden.

## Geschichte
Von 1306 ist die älteste Erwähnung von Sancti Georgi im Stettiner Stadtbuch erhalten. Seit 1316 ist dort eine Kalandsbruderschaft bekannt. Das Hospital St. Georg beherbergte Kranke, vor allem mit ansteckenden Krankheiten.
Später, wahrscheinlich im 15. Jahrhundert, wurde es in ein Hospital für Arme umgewandelt.
1637 wurden die Gebäude durch schwedische Truppen im Dreißigjährigen Krieg schwer beschädigt, aber danach wieder aufgebaut. Um 1657 wurden die Gebäude abgerissen, um eine stärkere Wallanlage vor einer drohenden Belagerung der Stadt zu schaffen.
Das Hospital besaß zu dieser Zeit das Dorf Völschendorf, drei Windmühlen, sowie Äcker, Wiesen und mehrere Häuser in Stettin und Umgebung.
Im 18. Jahrhundert trugen die Pfarrer von St. Johannis zeitweise auch den Titel von St. Georg.